# Саворњано дел Торе (Удине)
Саворњано дел Торе је насеље у Италији у округу Удине, региону Фурланија-Јулијска крајина.
Према процени из 2011. у насељу је живело 887 становника. Насеље се налази на надморској висини од 176 м.